# Karin Issef
Karin Synnöve Issef, född 4 december 1952 i Tyresö församling, Stockholms län, är en svensk skulptör.
Karin Issef utbildade sig på Konstfack med examen 1982. 
Återkommande teman i hennes konst är djur och historia. Motiven förekommer var för sig men även i kombination med varandra. Karin Issef har också gjort offentliga verk.

## Offentliga verk i urval
- Kuno, brons, 2009, Huddinge
- På rad, bemålad  betong, 2008, Strandgårdens äldreboende Stortorp i Huddinge
- Leklabyrinten Borgen, tegel och stål, vid Öxens gata 246 i Brandbergen i Haninge
- På rygg, betong, Vattumannens gata i Brandbergen i Haninge
- Små figurer runt en central pelare, 2006, Hägerstensåsens skola
- Tanngnyst och Tanngrisner, Tors bockar, 2006, Torvalla i Östersund